# Ser dorogobużski
Ser dorogobużski − rodzaj miękkiego sera żółtego podpuszczkowego, dojrzewającego, który jest produkowany z krowiego mleka. Oczka w tym serze nie występują. Okres dojrzewania to 40 dni. Ser ma pikantny smak.
Ser lechicki jest produkowany w byłych krajach ZSRR.